# Kopel Schwarz
Kopel Schwarz (ur. 9 stycznia 1889 w Bolechowie, zm. 1954 w Izraelu) – żydowski adwokat i dziennikarz, poseł na Sejm I kadencji.

## Życiorys
Urodził się w Bolechowie. Ukończył studia prawnicze i praktykował jako adwokat. Redagował kilka czasopism, w których także publikował. W 1924 wszedł do Sejmu na miejsce zmarłego Jonasa Hersza Rubina. Był założycielem i przywódcą Syjonistycznej Partii Pracy „Hitachdut”. Udało mu się ujść przed Niemcami i w 1940 osiadł w Palestynie, gdzie zmarł.